# Твигт, Калвин
Калвин Твигт (нидерл. Calvin Twigt; род. 30 января 2003, Amsterdam-Noord, Северная Голландия) — нидерландский футболист, полузащитник клуба «Гоу Эхед Иглз».

## Клубная карьера
Твигт — воспитанник клубов «Бёйтенвелдерт» и «Волендам». 16 октября 2020 года в матче против дублёров ПСВ он дебютировал в Эрстедивизи в составе последнего. 28 августа 2021 года в поединке против «МВВ Маастрихт» Калвин забил свой первый гол за «Волендам». По итогам сезона клуб вышел в элиту. 26 января 2023 года в матче против амстердамского «Аякса» он дебютировал в Эредивизи.
19 июля 2024 года перешёл в «Гоу Эхед Иглз», подписав четырёхлетний контракт. 25 июля дебютировал за клуб в матче Лиги конференций УЕФА против норвежского «Бранна», выйдя на замену на 78-й минуте вместо Йориса Крамера.

## Достижения
«Гоу Эхед Иглз»
- Обладатель Кубка Нидерландов: 2024/25[нидерл.]